# Джамия на Мухтаров (Владикавказ)
Джамията на Мухтаров (на осетински: Мухтаровы мæзджыт), или Сунитската джамия, е сунитска джамия във Владикавказ, на левия бряг на река Терек.
Тя е сред символите на града, често срещан в туристически материали и реклами. Архитектурен паметник с федерално значение. Построена е в периода 1900 – 1908 г.

## Изграждане
Разрешението за строеж на джамия е издадено през 1900 г., а градската управа отделя за строителството парцел на левия бряг на Терек. Вестник „Приазовский край“ съобщава, че изграждането на джамия струва 80 хиляди рубли, от тях над 50 хиляди дава азербайджанският милионер и известен в Кавказ благодетел, Муртуза-Ага Мухтаров. Проектът е поръчан на архитекта И. К. Плошко. Откриването на джамията се провежда на 14 октомври 1908 година.

## Първите имами
Първият имам на джамията е ханафит Садък Радимкулов, от род на казански татари. През декември 1908 г. имам става шафиит Юсуф Муркиленски, като това предизвика недоволството на татарската общност в града.

## Джамията в годините на СССР
През 1934 г. общинския съвет решава да унищожи сунитската джамия. Обаче командирът на 25-и татарска рота от 84-ти кавалерийски полк Я. И. Беткенев издава заповед на подчинените си с оръжие в ръка да опазят джамията. С постановление №1327 на Съвета на министрите СССР от 30 август 1960 г., сградата на джамията е взета под държавна охрана. В джамията е разположен клон на Краеведчески музей.

## Джамията в съвременна Русия
През 1996 г. джамията е отдадена на Духовното управление на мюсюлманите от Северна Осетия. През януари същата година близо до стената на джамията избухва взривно устройство. Стените и една от кулите са с дълбоки пукнатини, а в стената се образува голяма дупка (1,5 м на 2 м). Следва ремонт.
Южно от Сунитската джамия е построена 12-етажна сграда, което предизвиква обществено недоволство, тъй като джамията вече няма разпознаваем вид на фона на панорамата на Главния Кавказки хребет.